# Löwentrapp
Der Löwentrapp, wissenschaftlicher Name Leontice leontopetalum, ist eine Pflanzenart aus der Familie der Berberitzengewächse.

## Merkmale

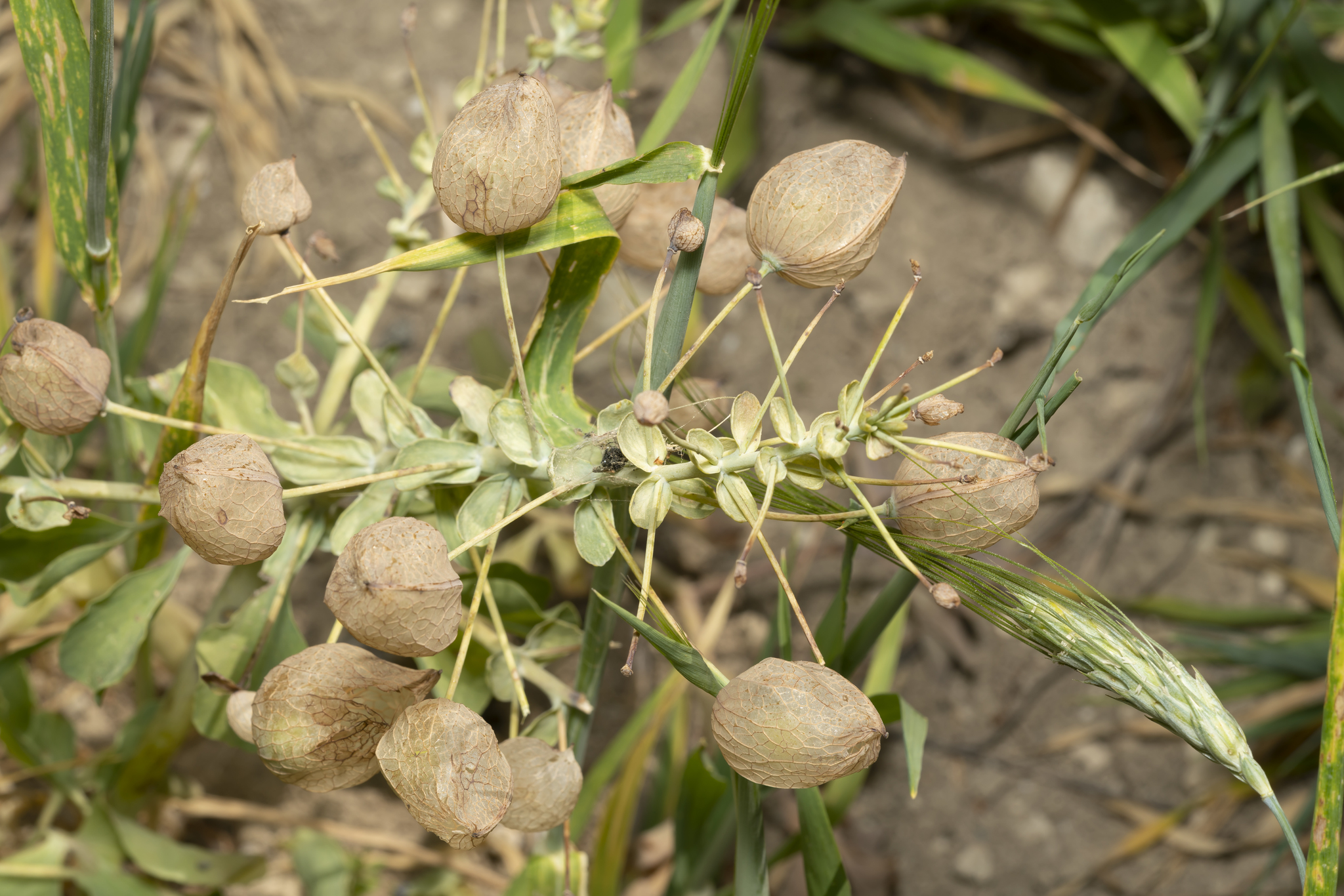
Fruchtstand mit ballonartig aufgeblasenen Früchten

Der Löwentrapp ist eine kahle, aufrecht wachsende krautige Pflanze, er erreicht eine Wuchshöhe von 15 bis 60 Zentimeter, meist 30 bis 50 Zentimeter. Unterirdisches Überdauerungsorgan ist eine Knolle von 5 bis 15 Zentimeter Durchmesser mit einer korkigen, braunen Oberfläche, sie sitzt in etwa 40 Zentimeter Tiefe im Boden. Der einzelne, aufrechte Spross entspringt einer basalen Blattrosette von zwei bis drei basalen, gestielten Laubblättern, er trägt außerdem etwas kleinere, ungestielte Stängelblätter. Die Blätter sind zwei- bis dreifach gefiedert, der Blattstiel 5 bis 20 Zentimeter lang mit einer auffallenden, bei den basalen Blättern gerippten Blattscheide. Auch die Blättchen der Fiederblätter sind gestielt. Die Blättchen sind etwas blaugrün gefärbt, meist eiförmig bis verkehrteiförmig und ganzrandig, sie erreichen 2 bis 8 Zentimeter Länge bei 2,5 bis 6 Zentimeter Breite.
Der endständige Blütenstand ist im Umriss pyramidenförmig bis schirmrispig, etwa von derselben Länge wie der vegetative Trieb. Er besteht aus  3 bis 7 traubigen Teilblütenständen, die mit Ausnahme des endständigen, aus der Achsel eines Tragblatts entspringen. Jeder ist zur Blütezeit 6 bis 15 Zentimeter lang, mit 15 bis 30 Einzelblüten. Die Einzelblüten sind gestielt und abstehend bis aufrecht, die Stiele zur Fruchtreife markant verlängert. Die leuchtend gelben Einzelblüten haben eine Blütenhülle aus sechs (selten bis zu acht) Blütenblättern (eigentlich kronblattartige Kelchblätter), ihr Durchmesser ist 6 bis 15 Millimeter. Die Kronblätter sind zu 1 bis 2 Millimeter langen Nektarblättern reduziert. Es sind 6 Staubblätter von 3 bis 4 Millimeter Länge vorhanden. Der elliptische bis verkehrteiförmige Fruchtknoten ist 2 bis 3 Millimeter lang. Zur Fruchtzeit entwickelt sich daraus eine ballonartige aufgeblasene Frucht mit papierartig dünnem Perikarp. Die runde bis birnenförmige Frucht erreicht 3 bis 4 Zentimeter Länge bei 2 bis 3 Zentimeter Breite, sie öffnet sich bei Samenreife durch unregelmäßiges Aufreißen der Wand. Die jeweils ein bis zwei kugeligen, erbsenartigen Samen haben 5 bis 8 Millimeter Durchmesser.
Die Blütezeit des Löwentrapps ist im Frühjahr, von Februar bis April.
Die Art ist der einzige Vertreter ihrer Gattung in Europa. Von der habituell ähnlichen Gattung Gymnospermium unterscheidet vor allem der Bau der Früchte: Die Fruchtwand reißt bei Gymnospermium früh auf, der Samen entwickelt sich dadurch freiliegend, sie ist nicht ballonartig aufgeblasen. Gmymnospermium besitzt außerdem nur ein einziges Stengelblatt.

## Verbreitung
Der Löwentrapp ist verbreitet von Südosteuropa, in Bulgarien und Griechenland, über die Levante und Kleinasien bis Iran und Zentralasien. Im Süden umfasst das Areal unter anderen die Ägäischen Inseln, die Inseln Kreta und Zypern und das östliche Nordafrika, westlich bis Libyen.

## Habitat, Gefährdung
Die Art wächst im Osten ihres Verbreitungsgebiets in natürlicher Steppen- oder Halbwüsten-Vegetation arider Gebiete auf sandigen bis kiesigen Böden, nach Westen hin gelegentlich auch auf schluffigen bis tonigen Böden. Im Westen ihrer Verbreitung kann die konkurrenzschwache Pflanze nur in, extensiv bewirtschaftetem, Kulturland überdauern. Sie wächst hier traditionell als Ackerunkraut in Getreidefeldern, auch in brach liegenden Feldern oder ähnlich strukturierten offenen Ruderalflächen. meist auf schweren, lehmigen Böden.
Auf Ackerflächen in Europa, etwa in Griechenland, war die Art früher recht häufig. Heute ist sie selten und hier vom Aussterben bedroht. Grund ist die Intensivierung der landwirtschaftlichen Bodennutzung. Beim traditionellen Pflügen lag die Knolle unterhalb des Pflughorizonts. Beim modernen Tiefpflügen wird sie an die Oberfläche befördert, die Pflanze kann sich nicht mehr halten. Nach einer aktuellen Einstufung muss der Löwentrapp in Griechenland, gemäß den Kriterien der IUCN, als „gefährdet“ (vulnerable) eingestuft werden.

## Phylogenie, Taxonomie, Systematik
Die Art wurde formal erstbeschrieben durch Carl von Linné 1753 in Species Plantarum (nachdem er sie schon 1738 im Hortus Cliffortianus erwähnt hatte). Sie war zum Zeitpunkt dieser Beschreibung aber schon viele Jahrhunderte bekannt und von zahlreichen Botanikern erwähnt worden, diese Werke werden aber für die wissenschaftliche Nomenklatur in der Botanik nicht verwendet. Linnes Angabe der Art auch für Süditalien („Habitat in Apulia, Hetruria, Creta“), wo die Art seitdem nicht wiedergefunden wurde und vermutlich nicht wild vorkommt, sorgte für jahrhundertelange Konfusion. Sie geht vermutlich zurück auf das 1597 erschienene Werk The Herball, or Generall historie of plantes des englischen Botanikers John Gerard, das eine Abbildung der Art, als „Leontopetalon or Lions Leafe, Lyons Turnep“ enthält. Sie findet sich schon in dem als Basis dieses Werks dienenden Stirpium historiae pemptades sex sive libri des Rembert Dodoens (1583, posthum 1616 herausgegeben). Weitere Abbildungen finden sich in zahlreichen Werken, etwa im berühmten Hortus Eystettensis des Basilius Bessler (1613, als Leontopetalon).
Der Trivialname Löwen-Trapp wird, ebenso wie der wissenschaftliche Name, abgeleitet von der Form der Blätter, die dem Pfotenabdruck eines Löwen gleichen soll.
Die Gattung Leontice umfasst, je nach taxonomischer Auffassung, vier oder fünf Arten. Traditionell wird sie in eine Tribus Leonticeae in der Unterfamilie Berberidoideae der Berberitzengewächse eingeordnet. Heute ist eine Einordnung in eine Unterfamilie Nandinoideae, bestehend aus etwa 20 Arten in den Gattungen Leontice, Gymnospermium, Caulophyllum und Nandina, üblich. Die Monophylie der Gattung Leontice wurde mit genetischen Methoden bestätigt, Schwestergattung ist demnach Gymnospermium. Die Leonticeae umfassen neben den traditionell zugeordneten Leontice und Gymnospermium außerdem die Gattung Caulophyllum.

### Unterarten
Es werden zwei Unterarten unterschieden:
- Leontice leontopetalum subsp. leontopetalum
- Leontice leontopetalum subsp. ewersmannii (Bunge) Coode. Unterscheidet sich von der typischen Unterart durch schmalere, elliptische bis lanzettliche Blättchen und kleinere Früchte. Verbreitet in Zentralasien, Iran, Pakistan, Südost-Türkei, Syrien. Andere Autoren betrachten die Sippe auch als eigenständige Art.

## Verwendung
Die Art wird, selten, als Zierpflanze verwendet, in Mitteleuropa ist dies nur geschützt im Alpinhaus möglich. Sie ist frosthart bis zu Temperaturen von etwa −5 °C.
In Extrakten der Art wurden zahlreiche Wirkstoffe mit pharmakologischem Potenzial nachgewiesen. Eine Nutzung als Heilpflanze ist aber nicht üblich. In Notzeiten sollen die Speicherknollen als Stärkelieferanten früher besammelt worden sein.